# Hartwig Fischer (konsthistoriker)
Hartwig Fischer, född 14 december 1962 i Hamburg, är en tysk konsthistoriker. Han är sedan 2016 museidirektör för British Museum.
Fischer studerade konsthistoria, historia och klassisk arkeologi i Bonn, Paris, Rom och Berlin. 1993–2000 arbetade han för Kunstmuseum Bonn. År 2006 tillträdde han som chef för Museum Folkwang.
I december 2011 utsågs han till chef för Staatliche Kunstsammlungen Dresden, en position han tillträdde den 1 maj 2012. Den 4 april 2016 efterträdde han Neil MacGregor som chef för British Museum.